# Каштани Гришка
Каштани Гришка — ботанічна пам’ятка природи місцевого значення, розташована в Печерському районі м. Києва по Садово-Ботанічній вулиці, 1; на території Національного ботанічного саду імені М. М. Гришка НАН України. Заповідана в листопаді 2009 року (рішення Київради від 27.11.2009 №713/2782). Дерева зростають біля Іонинського монастиря і один у дворі Видубицького монастиря.

## Опис
Каштани Гришка являють собою 6 екземлярів гіркокаштана кінського віком 150 років. Висота дерев більше 20 м, на висоті 1,3 м дерева мають в охопленні 3-3,4 м.